# Kumanovo
Kumanovo (in macedone Куманово?, in albanese Kumanovë) è un comune nella parte settentrionale della Macedonia del Nord.

## Geografia fisica
Il comune ha una superficie di 509,48 km² e confina a ovest con il comune di Lipkovo, il comune di Ilinden e il comune di Aračinovo, a nord con la Serbia, a sud con il comune di Sveti Nikole e il comune di Petrovec, a est con il comune di Staro Nagoričane e il comune di Kratovo.

## Storia
Nel corso della prima guerra balcanica le truppe serbe del generale Radomir Putnik affrontarono e sconfissero in una battaglia durata due giorni l'esercito ottomano. Con la ratifica del trattato di Bucarest Kumanovo venne annessa al Regno di Serbia.
Nel maggio 2015 Kumanovo fu teatro di un cruento blitz della polizia macedone contro un commando locale dell'UÇK durante il quale morirono 18 persone tra agenti e miliziani.

## Monumenti e luoghi d'interesse
- Moschea Tatar Sinan Bey, costruita nel 1532 e ricostruita nel 2008;

## Società

### Evoluzione demografica
Secondo il censimento del 2021, i gruppi etnici nel comune di Kumanovo includono:
- Macedoni: 54,741
- Albanesi: 25,493
- Serbi: 6,392
- Rom: 2,795
- Turchi: 143
- Valacchi: 117
- alt807 671

## Geografia antropica
Il comune è formato dall'insieme delle seguenti località:
- Agino Selo
- Bedinje
- Beljakovce
- Biljanovce
- Brzak
- Vak'v
- Vince
- Gabreš
- Gorno Konjare
- Gradište
- D'lga
- Dobrošane
- Dovezaane
- Dolno Konjare
- Živinje
- Zubovce
- Jačince
- Karabičane
- Klečevce
- Kokošinje
- Kolicko
- Kosmatac
- Kutlibeg
- Kučkarevo
- K'šanje
- Lopate
- Ljubodrag
- Novo Selo
- Novoseljane
- Orašac
- Pezovo
- Proevce
- Pčinja
- Režanovce
- Rečica
- Romanovce
- Skačkovce
- Sopot
- Studena Bara
- Suševo
- Tabanovce Tromeğa
- Umin Dol
- Čerkezi
- Četirce
- Šuplji Kamen
- Kumanovo (sede comunale)

## Sport

### Calcio
L'FK Milano Kumanovo è la squadra della città, militante nella prima divisione del campionato di calcio macedone.

## Amministrazione
Kumanovo è gemellata con:
- Bijeljina
- Prozor
- Gabrovo
- Plovdiv
- Nicosia
- Varaždin
- Kosovska Mitrovica
- Niksic
- Câmpina
- Čukarica
- Gornji Milanovac
- Leskovac
- Obrenovac
- Pancevo
- Vranje
- Çorlu